# Сельское поселение «Деревня Кривское»

Сельское поселение деревня Кривское — муниципальное образование в Боровском районе
Калужской области.
Административный центр — деревня Кривское.

## Население
| 2010  | 2012  | 2013  | 2014  | 2015  | 2016  | 2017  |
| ----- | ----- | ----- | ----- | ----- | ----- | ----- |
| 1878  | ↗1905 | ↗1972 | ↗1982 | ↗1996 | ↗2048 | ↘2000 |
| 2018  | 2019  | 2020  | 2021  |       |       |       |
| ↘1967 | ↗2040 | ↗2072 | ↗4042 |       |       |       |

## Населённые пункты
В состав сельского поселения входят 11 деревень:
| №  | Населённый пункт | Тип населённого пункта          | Население |
| -- | ---------------- | ------------------------------- | --------- |
| 1  | Кривское         | деревня, административный центр | ↗1689     |
| 2  | Вашутино         | деревня                         | ↗23       |
| 3  | Городня          | деревня                         | ↗19       |
| 4  | Заречье          | деревня                         | →1        |
| 5  | Ивановское       | деревня                         | →0        |
| 6  | Климовское       | деревня                         | ↘33       |
| 7  | Машково          | деревня                         | ↗19       |
| 8  | Новомихайловское | деревня                         | ↘8        |
| 9  | Писково          | деревня                         | ↗72       |
| 10 | Фатеево          | деревня                         | ↘0        |
| 11 | Шемякино         | деревня                         | ↘14       |